# Copa Tower
La Copa Tower fue un campeonato de fútbol con sede en México, organizado de forma paralela pero no unificada al torneo de Liga Mexicana de Aficionados que se desarrollaba desde 1902. Fue el primer torneo copero en territorio mexicano y por lo tanto el primero que requirió de una final para definir el título. Si bien, se considera como el origen del actual torneo de Copa, en realidad es solo su más organizado y directo antecedente; pues era el más reconocido de una serie de torneos coperos que se organizaban al final de cada certamen liguero, además de ser en el que concurrían la mayor parte de los equipos de la liga.

## Historia
Al inicio del campeonato de liga 1907-08 únicamente se habían inscrito cuatro equipos, al tiempo que no terminaba de despertar el interés suficiente el desarrollo de un campeonato tan corto. Para complementar la competición y estimular a los participantes, el señor Reginald Tower, quien en ese entonces era embajador de Reino Unido en México, donó un trofeo de plata para que lo disputaran además de la liga.
Un acontecimiento derivó en su suspensión definitiva. Esto fue el retiro del patrocinio por parte de la embajada del Reino Unido, ante la falta de clubes de la colonia británica.

## Historial de campeones
| Año     | Campeón      | Resultado | Subcampeón              |
| ------- | ------------ | --------- | ----------------------- |
| 1907-08 | Pachuca      | 1-0       | British Club            |
| 1908-09 | Reforma      | 2-1       | Pachuca                 |
| 1909-10 | Reforma      | 3-1       | Pachuca                 |
| 1910-11 | British Club | 3-0       | Reforma                 |
| 1911-12 | Pachuca      | 4-0       | Reforma                 |
| 1912-13 | México       | 3-1       | Rovers                  |
| 1913-14 | México       | 2-0       | L'Amicale Française     |
| 1914-15 | España       | 1-0       | Rovers                  |
| 1915-16 | Rovers       | 3-1       | Pachuca                 |
| 1916-17 | España       | 5-1       | México                  |
| 1917-18 | España       | 3-1       | Tigres (Junior Club)    |
| 1918-19 | España       | 4-0       | México                  |
| 1919-20 | América      | 1-0       | Asturias                |
| 1920-21 | México       | 1-0       | Deportivo Internacional |
| 1921-22 | Asturias     | 2-0       | Germania FV             |